# Roodbuiktangare
De roodbuiktangare (Ramphocelus dimidiatus) is een zangvogel uit de familie Thraupidae (tangaren).

## Verspreiding en leefgebied
Deze soort telt 4 ondersoorten:
- R. d. arestus: Coiba (nabij zuidelijk Panama).
- R. d. limatus: Pareleilanden (nabij zuidelijk Panama).
- R. d. dimidiatus: centraal Panama, noordelijk Colombia en westelijk Venezuela.
- R. d. molochinus: centraal Colombia.